# Хань Банцин
Хань Банцин (кит. упр. 韩邦庆, 1856—1894) — китайский прозаик и журналист времён империи Цин.

## Биография
Родился на территории современного Шанхая. Получил классическое образование. Позже перебрался с отцом в Пекин. После нескольких неудачных попыток сдать императорский экзамен вернулся в Шанхай. Здесь начинает работать в газете «Шеньюао». В то же время активно занимается литературной деятельностью. После этого отказался от намерения перейти на государственную службу, занимался в основном литературой. Умер в 1894 году.

## Творчество
Является автором романа «Жизнеописание цветов на море», который печатался сначала по главам, а затем выдан в нескольких сериях (1892—1894). В центре романа — история Чжао Пучжая, молодого человека из благополучной семьи, который приехал в Шанхай в надежде открыть свое дело и стать опорой семьи. Он оказывается втянутым в некрасивые истории и неудержимо скатывается на дно. Сестра Пучжая по имени Эрбао вместе с матерью попадает в Шанхай и узнает, что брат днюет и ночует в публичных домах. Она возмущается женщинами, которые торгуют собой. Но через некоторое время в силу обстоятельств Эрбао сама оказывается в публичном доме и понимает социальные причины, толкающие несчастных женщин на путь порока.
В «Жизнеописаниях цветов на море» Хань Банцин сделал шаг вперед сравнительно со своими предшественниками по жанру. Он лучше понимал задачи и возможности прозы, призванной зафиксировать противоречивость человеческого характера" и его развитие. Автор пытался заглянуть в души своих героев, объясняя мотивы их поступков, учитывал не только внешние обстоятельства, но иногда и внутреннюю, духовную эволюцию персонажей, развитие характеров.